# HD 114386 b
HD 114386 b는 항성 HD 114386을 돌고 있는 외계 행성이다. 이 행성의 최소 질량은 거의 목성과 같다. 그러나 실제 질량은 좀 더 클 것으로 보인다(월등히 클 확률은 작다).
다소 찌그러진 궤도를 돌고 있으며, 항성으로부터의 평균 거리는 1.62 천문단위이다. 이 거리는 태양과 화성 거리보다 조금 더 먼 정도이다. 근일점에서 행성은 거의 태양~지구 거리만큼 항성에 접근하고, 멀어질 때는 약 2 천문단위까지 물러난다.

## 같이 보기
- HD 114783 b

## 참고 문헌
- (영어) Mayor;  외. (2004). “The CORALIE survey for southern extra-solar planets XII. Orbital solutions for 16 extra-solar planets discovered with CORALIE”. 《Astronomy and Astrophysics》 415: 391–402. doi:10.1051/0004-6361:20034250. 2006년 2월 23일에 원본 문서 (요약)에서 보존된 문서. 2012년 8월 1일에 확인함. (웹 인쇄본)